# Rosy Akbar
Rosy Sofia Akbar est une femme politique fidjienne, ministre de la Santé de 2016 à 2018 puis ministre de l'Éducation de 2018 à 2022.
Originaire de Ba, elle est vice-principale du Collège A.D. Patel avant d'entrer en politique. Elle est élue au Parlement des Fidji aux élections de 2014, avec l'étiquette du parti Fidji d'abord, et est nommé ministre des Femmes, des Enfants et de la Réduction de la pauvreté dans le gouvernement de Frank Bainimarama. Un remaniement ministériel en septembre 2016 la voit devenir ministre de la Santé. Réélue députée aux élections de 2018, elle est nommée ministre de l'Éducation, des Arts et du Patrimoine, toujours dans le gouvernement de Frank Bainimarama. 
Le parti Fidji d'abord perd le pouvoir aux élections de 2022, auxquelles Rosy Akbar conserve toutefois confortablement son siège de députée. Elle siège dès lors sur les bancs de l'opposition face au gouvernement de Sitiveni Rabuka. Le 17 février 2023, toutefois, elle démissionne du Parlement pour des raisons de santé. Virendra Lal, prochain candidat le mieux placé sur la liste du parti Fidji d'abord aux élections, lui succède automatiquement,.